# Hana Jušić
Hana Jušić, née en 1983 à Šibenik (en Yougoslavie, actuellement en Croatie), est une réalisatrice et scénariste croate.

## Filmographie

### Au cinéma

#### Actrice
- 2012 : Snow

#### Réalisatrice
- 2010 : Pametnice
- 2012 : Musice, krpelji i pcele
- 2012 : Terarij
- 2012 : Zimica
- 2013 : Kratki spojevi
- 2015 : Da je kuca dobra i vuk bi je imao
- 2016 : Ne gledaj mi u pijat
- 2016 : Transmania
- 2025 : God Will Not Help (en) (Bog neće pomoći)

#### Scénariste
- 2010 : Pametnice
- 2012 : Musice, krpelji i pcele
- 2012 : Terarij
- 2013 : Kratki spojevi
- 2013 : Zagonetni djecak
- 2015 : Da je kuca dobra i vuk bi je imao
- 2016 : Ne gledaj mi u pijat
- 2016 : Transmania
- 2017 : Uzbuna na Zelenom Vrhu

## Récompenses et distinctions
- Ne gledaj mi u pijat :
  - Palic Film Festival 2016 : Prix du jury international de la critique
  - Festival international du film de Tokyo 2016 : Meilleur réalisateur
  - Mostra de Venise 2016 : Prix Fedeora du Meilleur film euro-méditerranéen
  - Zagreb Film Festival 2016 : Meilleur film : mention spéciale
  - Crossing Europe Filmfestival 2017 : prix Crossing Europe de fiction (partagé avec Ankica Juric Tilic)
  - FEST International Film Festival 2017 : Belgrade Victor du meilleur film
  - Nordic International Film Festival 2017 : prix du meilleur film narratif (partagé avec Ankica Juric Tilic)
  - Festival du film de Pula 2017 : 
    - Golden Arena du meilleur réalisateur
    - Prix des jeunes cinéphiles du meilleur long-métrage croate
    - Prix de la Société des critiques de cinéma croates : Prix Octavian
- (en) Hana Jušić: Awards, sur l'Internet Movie Database